# انتونیو روخاس (بازیکن فوتبال اسپانیایی)
انتونیو روخاس (انگلیسی: Antonio Rojas؛ زادهٔ ۲۲ مارس ۱۹۸۴) بازیکن فوتبال اهل اسپانیا است.
از باشگاه‌هایی که در آن بازی کرده‌است می‌توان به باشگاه فوتبال لاس پالماس و باشگاه فوتبال اسپورتینگ خیخون اشاره کرد.